# Mindustry
Mindustry（ミンダストリー）は、2017年10月17日にGoogle Play StoreとApp Storeにおいて2019年9月27日にSteamにおいてAnukenDevがリリースしたタワーディフェンスゲーム。
当初はフリーゲームとして公開され、Ver.5以後内容が大規模に刷新・追加されたインディーズゲームとなった。Ver.4以前の内容については後述する派生アプリケーション「Mindustry Classic」の形で公開を継続している。
タワーディフェンスに工場建設シミュレーションなどの要素が追加されており、その組み合わせのカジュアルさを求めたゲームである。

## ゲーム内容
プレイヤーは自機を操作してプレイする。この自機はある程度の戦闘能力を有しており、一定のラインまで戦闘することができる。
ゲームを始めると、以下のモードを選択できる。
- ひたすらに惑星を攻略する「遠征」モード
- 自分でステージを作れる「エディター」モード
- 自分で作ったステージやテンプレートステージで遊べる「カスタムプレイ」モード
- 公開されているサーバーに参加できる「マルチプレイ」モード

惑星は今のところ2つあり、それぞれ「セルプロ（Serpulo）」、「Erekir(エレキル）」と名前がついている。セルプロは271個のセクター（ステージ）に分かれており、セクターには5段階の難易度、リミットまでひたすら敵の攻勢を耐えるセクター、敵の攻勢に耐えつつ敵の基地を破壊するセクターの種別がある。
Erekirも数十個のセクターがあるが、少しセルプロとは仕様が違う。

### ゲームモード

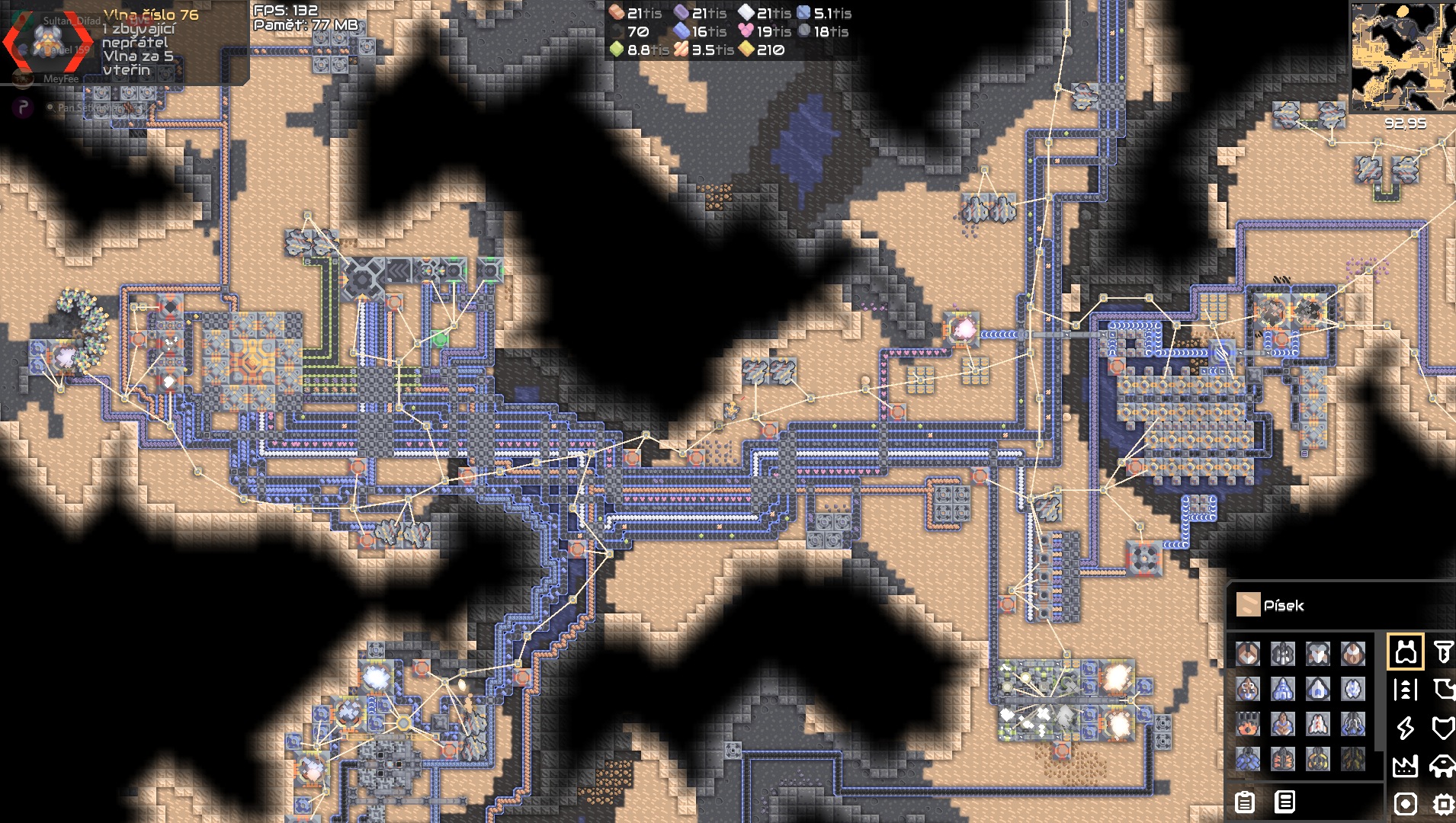
ゲーム画面

#### 遠征
遠征モードを始めるとプレイヤーは最初のセクターに出発し、そこで基本的なチュートリアルを行う。チュートリアルを行うと、初期のドリル、ベルトコンベアや、初期の砲台(タレット)、初歩的な壁などが研究できる。チュートリアルが終わり次第、敵のユニットが出現して攻めてくるため、資材を消費して防衛前線を組み立てる必要がある。最初は貴重度も低い僅かしか資源が採れず、防衛前線も貧弱なものしか組み立てられないが、セクターをクリアすると資材を消費して研究を進められるようになり、より貴重度の高い資源を大量に採れるようになったり、資源をを加工してより高度なものを作れたりする。これを利用して工場の最適化をすると、より強力な防衛前線を組み立てることが可能になる。セクターを進めるごとに敵が強くなったり、出現する敵が特性を持ったりするのでそれにあった防衛前線を組み立てる必要もある。これを繰り返し、最終セクターをクリアするのがこのゲームの目標になる。最短で18個の、名前がついているセクターを攻略すればクリアだが、他の番号のみのセクターもすべて攻略できる。敵と同じユニットを製造して防衛あるいは採掘や建設に当たらせたり、敵側施設に攻勢をかけることもできる。セクターごとに地形や埋蔵資源量が違うので注意しなければならない。番号のみのセクターには隣り合っているセクターからしか侵攻・攻撃できない。

#### エディター
エディターモードではステージを作ることができる。ステージの地形を変えたり、ステージ内で、敵や味方の工場を作ったりすることができる。また、ウェーブの中身を変更できたり、ルールを定めたりできる。

#### カスタムプレイ
カスタムプレイモードではエディターモードで作ったステージや、組み込み済みのステージを実行できる。モードは以下の物がある。
- ひたすらウェーブを生き残る「サバイバル」モード
- 敵のコアを破壊する「アタック」モード
- 友人などと対戦する「PvP」モード
- すべての資材が無限の「サンドボックス」モード

#### マルチプレイ
マルチプレイでは、世界で公開されているサーバーに参加し、交流したり、対決したり、共闘したりできる。サーバーの種類には、PvPサーバーやPvEサーバーなど様々な種類がある。

## システム性
このゲームでは資源採掘、物品輸送、物品加工、液体輸送、電気ネットワークの構築などができる。それぞれに対応しているブロックがあり、物品輸送はベルトコンベアーやマスドライバー、液体輸送はパイプやフェーズパイプ、電気ネットワークは、ノードやバッテリーなどで構築できる。さらに個体ごとに役割をもった「ユニット」を作れたり、高度なコマンドを理解できれば「ロジック」も操れる。これらを駆使し、敵の攻勢から自分のコアを守るのも目標になる。
資源も最初は銅と鉛しかないが、ゲームを進めていくうちに、石炭、黒鉛、シリコン、ピタライト、チタン、プラスタニウム、爆発性化合物、トリウム、フェーズファイバー、サージ合金など用途特性が様々な資源が採れたり、作れたりする。
セクターに大量に資源があってもそれを採るか捨てるかはプレイヤーに委ねられる。また、このゲームは全戦必勝戦術というものはないので、試行錯誤しながら戦略を練っていく必要がある。効率を考えた工場や防衛前線を作るのもよし、細かいことは考えず、防衛前線を強化するのもよしとプレイヤーによって、攻略の仕方は様々である。
Ver.7で追加された新たな惑星Erekirはセルプロより小規模だが、実質続編に近いレベルでグラフィック、システムが大きく様変わりしている。

## 移植版との違い
元は2017年10月17日にAnukenDevによって配信されたスマホアプリだったが、Windows・Mac OSX・SteamOS + Linux版として移植された後にSteamにて配信開始された。
このゲームは大きくSteam版携帯版の二つのソフトウェアに分かれている。この二つのソフトウェアはデータなどの互換性があり、携帯版の内容をそのまま引き継げる（逆も可能）。クロスプレイにも対応している。この二つの大きな違いは操作性とMODに対応しているかである。Steam版は公式でMODに対応しているが、携帯版は対応していない。どちらのソフトウェアも対応フレームレートは無限だが、Steam版のみ画質を変更することができる。
なお公式サイトで無料版が配信されている。無料版はSteamの実績機能に対応しておらず、他にも機能が違うところがある。

## Mindustry Classic
Mindustry Classicは2019年8月15日にGoogle Play Storeと公式サイトでAnukenDevによってリリースされたゲーム。
MindustryのV4迄の要素がまとめられている。

### ゲーム内容
プレイヤーは自機を操作してゲームをプレイする。この自機はある程度の戦闘能力を有しており、一定のラインまで戦闘することができる
まずゲームを始めると自身のコアに沸く。基本的な操作を学ぶチュートリアルは始まらないため、最初の画面で選択しなければならない。
一定時間がたつと敵のユニットが攻めてくるため、資材を消費して防衛前線を組み立てる必要がある。

### Mindustryとの違い
Classicは惑星やステージの概念がなく、一枚のほぼ無限に続くマップで構成されている。遠くに行けば行くほど貴重な資源を大量に獲ることができる。研究という概念がなく、最初から全て解放された状態である。
また、このゲームにはカスタムプレイモードはない。遠征モードも名前が変わっている。
セルプロ、Erekirの各ステージは採掘資源の配置は固定で、繰り返し挑戦し攻略法を組み立てるスタイルだが、Classicはプレイ開始時に資源はランダム配置で都度建設のパターンを考えることになる。
ユニット製造と敵施設攻略の要素はない。代わりに自機の武装を大きく強化できる。
ゲームを始めるとカスタムプレイモードのマップでゲームを始めることができる。また、サーバーがあればオンラインでプレイが可能。保存したデータを引き継いでプレイできる。

## 歴史
2017年4月 - ネット上で開催された72時間ゲームジャム「METAL MONSTROSITY JAM」において高評価を得たことで、商業開発がスタート。
2017年10月17日 - Android、iOS版リリース
2019年8月15日 - Mindustry Classicがv4までの要素をまとめて同社からリリースされる。
2019年9月27日 - SteamでWindows・Mac OSX・SteamOS + Linux版をリリース。